# NORLA

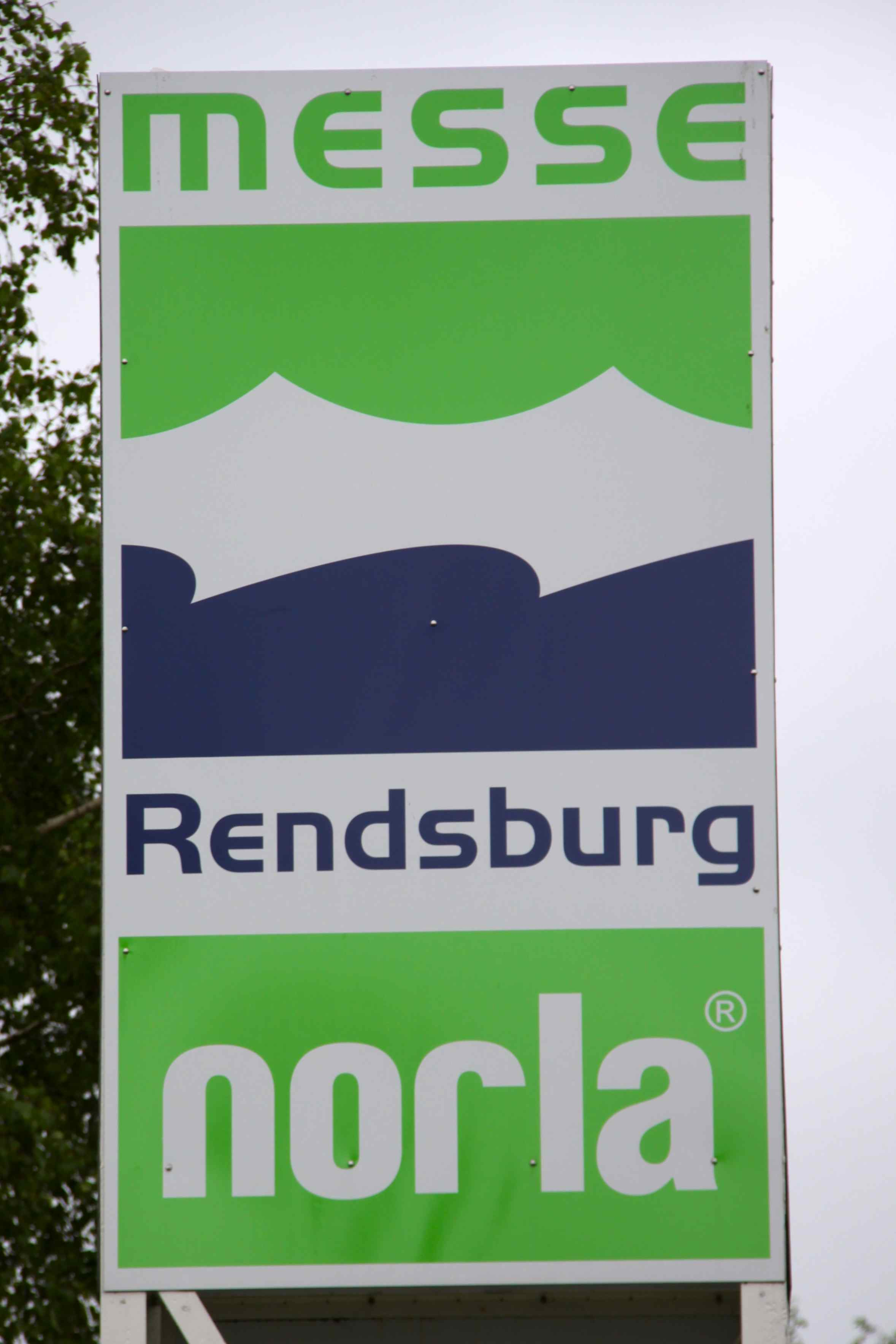
Werbetafel der NORLA am Messegelände

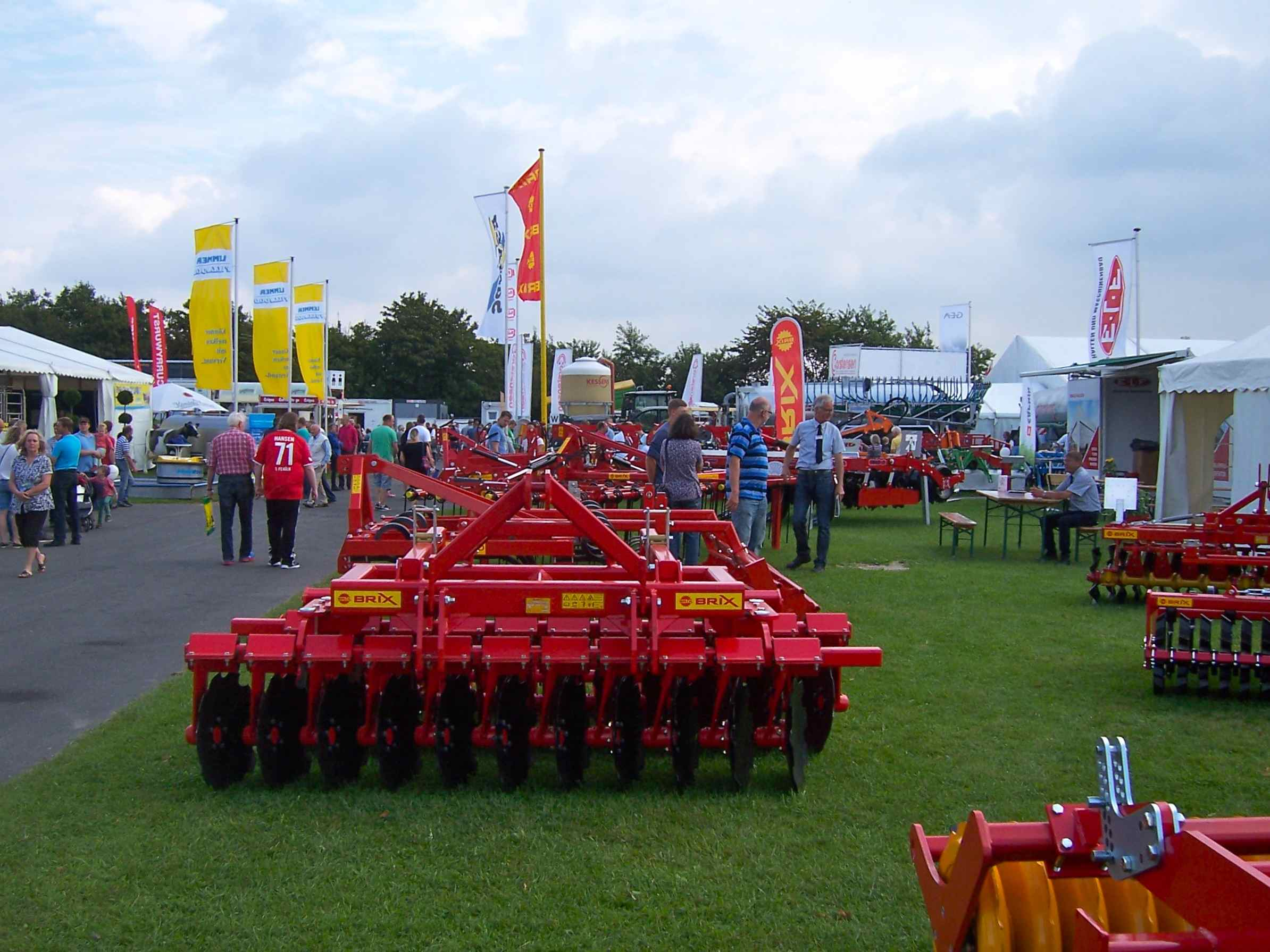
NORLA 2016

Die NORLA (Norddeutsche Landwirtschaftliche Fachausstellung) ist eine jährlich auf dem Messegelände in Rendsburg durch die MesseRendsburg GmbH durchgeführte Messe für die Landwirtschaft.

## Geschichte
Die Messe wurde 1949 zum ersten Mal auf dem Rendsburger Nordmarkplatz (heute: Willy-Brandt-Platz) als „Landwirtschaftsschau“ eröffnet, 1961 wurden bereits etwa 200.000 Besucher verzeichnet. Im gleichen Jahr zog die Messe auf das neue, 16 Hektar große Messegelände südlich des Nord-Ostsee-Kanals um. Im jährlichen Wechsel wird sie durch die Landestierschau und das Schwerpunktthema Landtechnik ergänzt.
1996 wurde der Beschluss gefasst, die Messe nur noch in jedem zweiten Jahr stattfinden zu lassen. 1999 wurde diese Entscheidung rückgängig gemacht und die Messe findet wieder jährlich statt.
In den letzten Jahren hat sich die NORLA immer mehr in Richtung Verbrauchermesse orientiert.
2018, bei der 69. NORLA, war das Schwerpunktthema die Landtechnik. Auf 130.000 m2 wurden von mehr als 570 Ausstellern die Produktbereiche Landwirtschaft, Agrartechnik, Tierzucht, Tierhaltung, Ernährung, Erneuerbare Energien, Forst, Jagd, Gartenbau, Kommunaltechnik und Verbraucher gezeigt. Aus diesen Bereichen waren Vereine, Verbände und Interessenvertretungen auf der Messe anwesend.